# Оверпринт
Оверпринт — наложение одного цветного элемента на другой без создания выворотки в процессе электронного монтирования цветного материала на допечатной стадии полиграфического процесса.
Оверпринт применяется для предотвращения появления белой окантовки при небольших отклонениях в совмещении типографских красок (Misregistration) в процессе офсетной печати. Дефекты несовмещения печатных красок образуют артефакты, которые существенно ухудшают восприятие изображения в полиграфическом издании. Одной из особенностей органа зрения человека является большая чувствительность к перепадам яркости, чем к дефектам цвета, на подмене яркостных артефактов цветовыми и осуществляется эффект маскировки оверпринт.
Оверпринт используется при печати офсетным способом, потому что в нем используется наложение друг на друга типографских красок четырех или более цветов, при котором возникает проблема их несовмещения.
Расстановка атрибута «оверпринт» может быть осуществлена как непосредственно в макете, так и в растровом процессоре репроцентра.
Имея определенный макет, можно указать одному из цветов атрибут «оверпринт», что будет иметь эффект добавления цвета, а для другого — снять «оверпринт» и это создаст эффект высечки фона.